# (1734) Zhongolovich

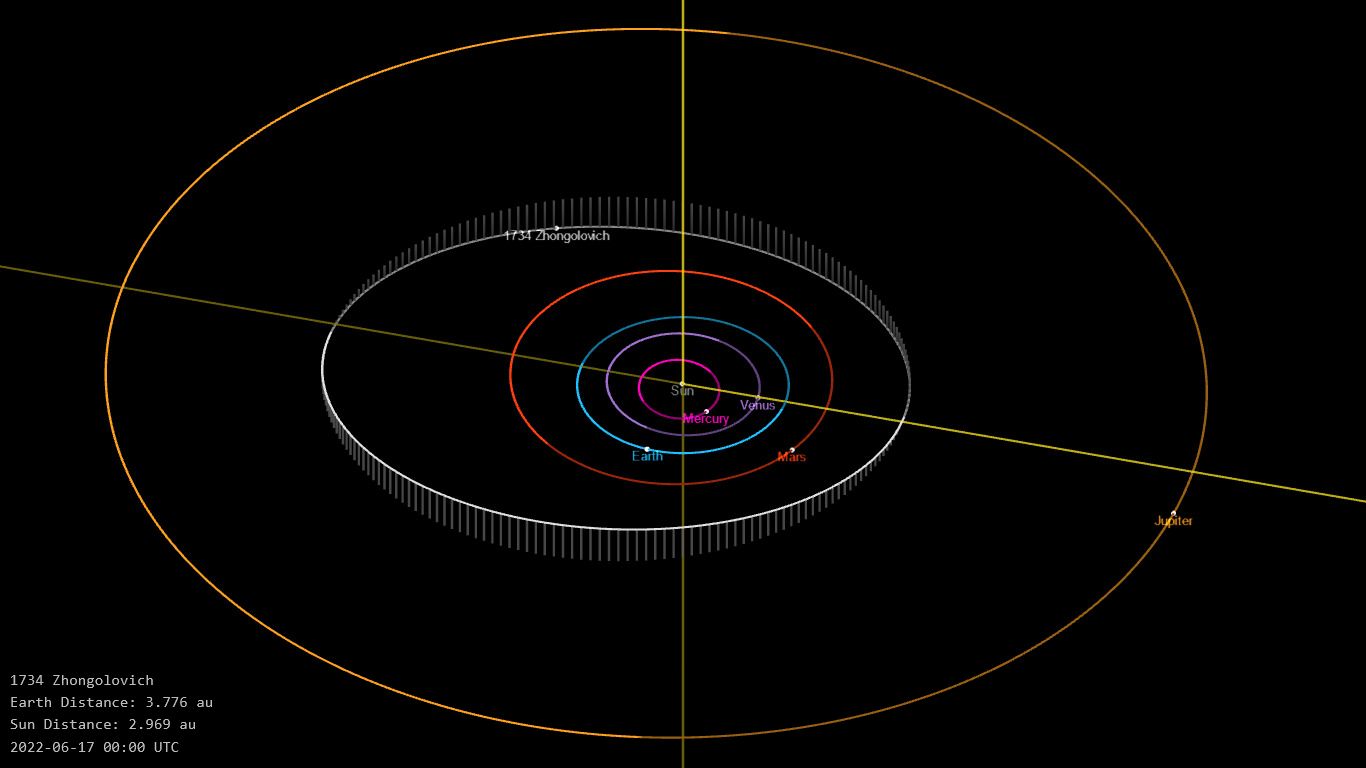
Orbita planetoidy 1734 Zhongolovich, nazwanej w 1976 na cześć I. D. Zhongolovicha

(1734) Zhongolovich – planetoida z grupy pasa głównego asteroid okrążająca Słońce w ciągu 4 lat i 231 dni w średniej odległości 2,78 au. Została odkryta 11 października 1928 roku w Obserwatorium Simejiz na górze Koszka na Półwyspie Krymskim przez Grigorija Nieujmina. Nazwa planetoidy pochodzi od Iwana Daniłowicza Żongołowicza, rosyjskiego astronoma i geodety. Przed nadaniem nazwy planetoida nosiła oznaczenie tymczasowe (1734) 1928 TJ.